# تیچینتو
تیچینتو (به ایتالیایی: Ticineto) یک کومونه در ایتالیا است که در استان آلساندریا واقع شده‌است.

## خصوصیات
تیچینتو ۸٫۲ کیلومترمربع مساحت و ۱٬۳۹۷ نفر جمعیت دارد و ۱۰۲ متر بالاتر از سطح دریا واقع شده‌است.